# Bokszvilágszövetség
A Bokszvilágszövetség (WBA) (World Boxing Association) egyike a világszerte elismert ökölvívó-világszervezeteknek.
Az 1921-ben alakult amerikai Nemzeti Bokszszövetségből (NBA, National Boxing Association) 1962-ben
névváltoztatással jött létre.

## Jelenlegi világbajnokai

### Férfi
| Súlycsoport    | Bajnok                               | Cím megszerzésének dátuma |
| -------------- | ------------------------------------ | ------------------------- |
| Szalmasúly     | Knockout CP Freshmart (szuperbajnok) | 2016. június 29.          |
| Szalmasúly     | Erick Rosa                           | 2021. december 21.        |
| Kislégsúly     | Ken Shiro                            | 2022. november 1.         |
| Légsúly        | Artem Dalakian                       | 2018. február 24.         |
| Kisharmatsúly  | Joshua Franco                        | 2020. június 23.          |
| Harmatsúly     | Naoya Inoue (szuperbajnok)           | 2019. november 7.         |
| Kispehelysúly  | Mudorjon Akhmadaliev (szuperbajnok)  | 2020. január 30.          |
| Pehelysúly     | Leo Santa Cruz (szuperbajnok)        | 2017. január 28.          |
| Pehelysúly     | Leigh Wood                           | 2021. július 31.          |
| Nagypehelysúly | Héctor Garcia                        | 2022. augusztus 20.       |
| Könnyűsúly     | Devin Haney (szuperbajnok)           | 2022. június 4.           |
| Könnyűsúly     | Gervonta Davis                       | 2019. december 28.        |
| Kisváltósúly   | Alberto Puello                       | 2022. augusztus 20.       |
| Váltósúly      | Errol Spence Jr. (szuperbajnok)      | 2022. április 16.         |
| Váltósúly      | Eimantas Stanionis                   | 2022. április 16.         |
| Nagyváltósúly  | Jermell Charlo (szuperbajnok)        | 2020. szeptember 26.      |
| Középsúly      | Gennady Golovkin (szuperbajnok)      | 2022. április 9.          |
| Középsúly      | Erislandy Lara                       | 2021. május 1.            |
| Nagyközépsúly  | Saul Álvaraez (szuperbajnok)         | 2020. december 19.        |
| Nagyközépsúly  | David Morell                         | 2021. január 19.          |
| Félnehézsúly   | Dmitry Bivol (szuperbajnok)          | 2017. szeptember 18.      |
| Cirkálósúly    | Arsen Goulamirian (szuperbajnok)     | 2019. május 31.           |
| Nehézsúly      | Oleksandr Usyk (szuperbajnok)        | 2021. szeptember 25.      |
| Nehézsúly      | Daniel Dubois                        | 2022. június 11.          |

### Női
| Súlycsoport    | Bajnok             | Cím megszerzésének dátuma |
| -------------- | ------------------ | ------------------------- |
| Kisszalmasúly  | betöltetlen        |                           |
| Szalmasúly     | Anabel Ortiz       | 2013. július 23.          |
| Kislégsúly     | Yesica Bopp        | 2009. június 20.          |
| Légsúly        | Naoko Fujioka      | 2017. március 13.         |
| Kisharmatsúly  | Linda Lecca        | 2016. április 15.         |
| Harmatsúly     | Mayerlin Rivas     | 2015. január 16.          |
| Kispehelysúly  | Liliana Palmera    | 2017. november 18.        |
| Pehelysúly     | Jelena Mrdjenovich | 2016. március 11.         |
| Nagypehelysúly | Cshö Hjonmi        | 2013. augusztus 15.       |
| Könnyűsúly     | Katie Taylor       | 2017. október 28.         |
| Kisváltósúly   | Jessica McCaskill  | 2019. május 25.           |
| Váltósúly      | Cecilia Brækhus    | 2009. március 14.         |
| Nagyváltósúly  | Hanna Gabriel      | 2016. június 18.          |
| Középsúly      | Claressa Shields   | 2018. június 22.          |
| Nagyközépsúly  | Elin Cederroos     | 2020. január 20.          |

## Más fontosabb ökölvívó világszervezetek
- WBC (World Boxing Council = Bokszvilágtanács)
- WBO (World Boxing Organization = Bokszvilágszervezet)
- IBF (International Boxing Federation = Nemzetközi Bokszszövetség)
- WPBF (World Professional Boxing Federation = Profi Bokszvilágszövetség)